# Kelvin Jones/Diskografie
Diese Diskografie ist eine Übersicht über die musikalischen Werke des in Deutschland wirkenden simbabwisch-britischen Singer-Songwriters Kelvin Jones. Den Schallplattenauszeichnungen zufolge hat er bisher mehr als 960.000 Tonträger verkauft. Seine erfolgreichste Veröffentlichung ist die Single Love to Go mit über 300.000 verkauften Einheiten.

## Alben

### Studioalben
| Jahr | Titel Musiklabel                                      | Höchstplatzierung, Gesamtwochen, AuszeichnungChartplatzierungen (Jahr, Titel, Musiklabel, Platzierungen, Wochen, Auszeichnungen, Anmerkungen) | Höchstplatzierung, Gesamtwochen, AuszeichnungChartplatzierungen (Jahr, Titel, Musiklabel, Platzierungen, Wochen, Auszeichnungen, Anmerkungen) | Höchstplatzierung, Gesamtwochen, AuszeichnungChartplatzierungen (Jahr, Titel, Musiklabel, Platzierungen, Wochen, Auszeichnungen, Anmerkungen) | Anmerkungen                              |
| Jahr | Titel Musiklabel                                      | DE | AT | CH | Anmerkungen                              |
| ---- | ----------------------------------------------------- | --- | --- | --- | ---------------------------------------- |
| 2015 | Stop the Moment Four Music (Sony)                     | DE71 (1 Wo.)DE | — | CH55 (1 Wo.)CH | Erstveröffentlichung: 11. September 2015 |
| 2022 | This Too Shall Last Four Music (Sony)                 | DE60 (1 Wo.)DE | — | CH96 (1 Wo.)CH | Erstveröffentlichung: 6. Mai 2022        |
| 2024 | The Rude Awakening of Mr Big Juice. Four Music (Sony) | — | — | — | Erstveröffentlichung: 22. November 2024  |

### EPs
| Jahr | Titel Musiklabel                                                             | Anmerkungen                                                          |
| ---- | ---------------------------------------------------------------------------- | -------------------------------------------------------------------- |
| 2016 | Stop the Moment – Acoustic EP Four Music (Sony)                              | Erstveröffentlichung: 30. September 2016                             |
| 2020 | Love to Go – Remixes Armada Music • Found Frequencies • Kontor Records (CNR) | Erstveröffentlichung: 3. Juli 2020 mit Lost Frequencies & Zonderling |

## Singles

### Als Leadmusiker
| Jahr | Titel Album                                                  | Höchstplatzierung, Gesamtwochen, AuszeichnungChartplatzierungen (Jahr, Titel, Album, Platzierungen, Wochen, Auszeichnungen, Anmerkungen) | Höchstplatzierung, Gesamtwochen, AuszeichnungChartplatzierungen (Jahr, Titel, Album, Platzierungen, Wochen, Auszeichnungen, Anmerkungen) | Höchstplatzierung, Gesamtwochen, AuszeichnungChartplatzierungen (Jahr, Titel, Album, Platzierungen, Wochen, Auszeichnungen, Anmerkungen) | Anmerkungen                                                                                 |
| Jahr | Titel Album                                                  | DE | AT | CH | Anmerkungen                                                                                 |
| ---- | ------------------------------------------------------------ | --- | --- | --- | ------------------------------------------------------------------------------------------- |
| 2014 | Call You Home Stop the Moment                                | DE61 Gold · (16 Wo.)DE | AT47 (11 Wo.)AT | — | Erstveröffentlichung: 22. Februar 2014 Verkäufe: + 200.000                                  |
| 2016 | As You Wake Up Stop the Moment                               | — | — | — | Erstveröffentlichung: 28. Oktober 2016                                                      |
| 2018 | Magnetic –                                                   | — | — | — | Erstveröffentlichung: 5. Oktober 2018 feat. Sara Hartman                                    |
| 2019 | Lights On This Too Shall Last                                | — | — | — | Erstveröffentlichung: 19. April 2019                                                        |
| 2019 | Everybody’s Talkin’ –                                        | — | — | — | Erstveröffentlichung: 9. Juli 2019                                                          |
| 2019 | Seventeen –                                                  | — | — | — | Erstveröffentlichung: 27. September 2019 mit Younotus                                       |
| 2020 | Love to Go This Too Shall Last                               | DE58 Gold · (13 Wo.)DE | AT52 (8 Wo.)AT | CH56 (2 Wo.)CH | Erstveröffentlichung: 17. April 2020 Verkäufe: + 300.000; mit Lost Frequencies & Zonderling |
| 2020 | Friends –                                                    | — | — | — | Erstveröffentlichung: 15. Mai 2020                                                          |
| 2020 | Don’t Let Me Go This Too Shall Last                          | — | — | — | Erstveröffentlichung: 16. Oktober 2020                                                      |
| 2021 | Pillow This Too Shall Last                                   | — | — | — | Erstveröffentlichung: 23. April 2021                                                        |
| 2021 | Jolene –                                                     | — | — | — | Erstveröffentlichung: 13. August 2021 Original: Dolly Parton                                |
| 2021 | Cry a Little Less This Too Shall Last                        | — | — | — | Erstveröffentlichung: 15. Oktober 2021                                                      |
| 2022 | Carry You This Too Shall Last                                | — | — | — | Erstveröffentlichung: 25. März 2022                                                         |
| 2023 | Born to Break Your Heart The Rude Awakening of Mr Big Juice. | — | — | — | Erstveröffentlichung: 14. April 2023                                                        |
| 2024 | Piano The Rude Awakening of Mr Big Juice.                    | — | — | — | Erstveröffentlichung: 22. März 2024                                                         |
| 2024 | 3AM / 4AM The Rude Awakening of Mr Big Juice.                | — | — | — | Erstveröffentlichung: 3. Mai 2024                                                           |
| 2024 | Money The Rude Awakening of Mr Big Juice.                    | — | — | — | Erstveröffentlichung: 21. Juni 2024 feat. Majeeed                                           |
| 2024 | México The Rude Awakening of Mr Big Juice.                   | — | — | — | Erstveröffentlichung: 2. August 2024                                                        |
| 2024 | Dolla The Rude Awakening of Mr Big Juice.                    | — | — | — | Erstveröffentlichung: 4. Oktober 2024                                                       |
| 2024 | All Day The Rude Awakening of Mr Big Juice.                  | — | — | — | Erstveröffentlichung: 8. November 2024                                                      |

### Als Gastmusiker
| Jahr | Titel Album                               | Höchstplatzierung, Gesamtwochen, AuszeichnungChartplatzierungen (Jahr, Titel, Album, Platzierungen, Wochen, Auszeichnungen, Anmerkungen) | Höchstplatzierung, Gesamtwochen, AuszeichnungChartplatzierungen (Jahr, Titel, Album, Platzierungen, Wochen, Auszeichnungen, Anmerkungen) | Höchstplatzierung, Gesamtwochen, AuszeichnungChartplatzierungen (Jahr, Titel, Album, Platzierungen, Wochen, Auszeichnungen, Anmerkungen) | Anmerkungen                                                                                       |
| Jahr | Titel Album                               | DE | AT | CH | Anmerkungen                                                                                       |
| ---- | ----------------------------------------- | --- | --- | --- | ------------------------------------------------------------------------------------------------- |
| 2018 | Only Thing We Know Sticker on My Suitcase | DE20 Gold · (21 Wo.)DE | AT24 Gold · (16 Wo.)AT | CH41 Platin · (13 Wo.)CH | Erstveröffentlichung: 8. Juni 2018 Verkäufe: + 264.000; Alle Farben feat. Kelvin Jones & Younotus |
| 2020 | Best of Us –                              | DE78 Gold · (8 Wo.)DE | — | — | Erstveröffentlichung: 25. Juni 2020 Verkäufe: + 200.000; als Teil von Wier                        |
| 2021 | Downtown –                                | — | — | — | Erstveröffentlichung: 18. Juni 2021 R3hab feat. Kelvin Jones                                      |
| 2021 | Diving –                                  | — | — | — | Erstveröffentlichung: 27. August 2021 Evangelia feat. Kelvin Jones                                |

## Musikvideos
| Jahr | Titel              | Regie                         |
| ---- | ------------------ | ----------------------------- |
| 2015 | Call You Home      |                               |
| 2016 | Dramaqueen         | Andreas Z. Simon              |
| 2016 | Closer             |                               |
| 2018 | Only Thing We Know | Annegret von Feiertag         |
| 2018 | Magnetic           |                               |
| 2019 | Lights On          | Danny Jungslund               |
| 2019 | Seventeen          | Dominik Bittrich              |
| 2020 | Friends            | Marvin Ströter                |
| 2020 | Best of Us         |                               |
| 2020 | Don’t Let Me Go    |                               |
| 2021 | Pillow             | Marvin Ströter                |
| 2021 | Downtown           | Daniel Priess                 |
| 2021 | Jolene             | Marvin Ströter                |
| 2021 | Diving             | Caitlin Gerard                |
| 2021 | Cry a Little Less  | Marvin Ströter                |
| 2022 | Carry You          | Marvin Ströter                |
| 2024 | Piano              | Bernd Mantz, Tinashe Mupani   |
| 2024 | 3AM / 4AM          | Bernd Mantz, Tinashe Mupani   |
| 2024 | Money              | Felix Leichum, Tinashe Mupani |
| 2024 | México             | Boss Director, Tinashe Mupani |
| 2024 | All Day            | Felix Leichum, Tinashe Mupani |

## Promoveröffentlichungen
| Jahr | Titel Album                                                                   | Anmerkungen                                           |
| ---- | ----------------------------------------------------------------------------- | ----------------------------------------------------- |
| 2022 | Tanzen Sing meinen Song – Das Tauschkonzert, Vol. 9 (Sampler)                 | Erstveröffentlichung: 26. April 2022 Original: Clueso |
| 2022 | Kürz für immer bleiben Sing meinen Song – Das Tauschkonzert, Vol. 9 (Sampler) | Erstveröffentlichung: 4. Mai 2022 Original: SDP       |
| 2022 | Alles helal (Ndidei) Sing meinen Song – Das Tauschkonzert, Vol. 9 (Sampler)   | Erstveröffentlichung: 2022 Original: Elif             |

## Sonderveröffentlichungen

### Alben
| Jahr | Titel Musiklabel                                                       | Anmerkungen                                            |
| ---- | ---------------------------------------------------------------------- | ------------------------------------------------------ |
| 2022 | Kelvin Jones bei Sing meinen Song, Vol. 9 Music for Millions (Tonpool) | Erstveröffentlichung: 13. Mai 2022 Mini-TV-Kompilation |

### Lieder
| Jahr | Titel Album                               | Anmerkungen                                                                     |
| ---- | ----------------------------------------- | ------------------------------------------------------------------------------- |
| 2019 | Only Thing We Know Sticker on My Suitcase | Erstveröffentlichung: 14. Juni 2019 Alle Farben feat. Kelvin Jones & Younotus   |
| 2020 | Rooftop Nico Santos                       | Erstveröffentlichung: 8. Mai 2020 Nico Santos feat. Kelvin Jones & Kool Savas   |
| 2020 | Love to Go Cup of Beats                   | Erstveröffentlichung: 31. Juli 2020 Lost Frequencies, Kelvin Jones & Zonderling |

| Jahr | Titel Album                                                         | Anmerkungen                                                     |
| ---- | ------------------------------------------------------------------- | --------------------------------------------------------------- |
| 2016 | Dramaqueen Dein Song 2016                                           | Erstveröffentlichung: 18. März 2016 mit Svenja Hagen            |
| 2020 | Someday Dein Song 2020                                              | Erstveröffentlichung: 20. März 2020 mit Anastassia Konavko      |
| 2022 | Alles helal (Ndidei) Sing meinen Song – Das Tauschkonzert, Vol. 9   | Erstveröffentlichung: 13. Mai 2022 Original: Elif               |
| 2022 | Blinde Passagiere Sing meinen Song – Das Tauschkonzert, Vol. 9      | Erstveröffentlichung: 13. Mai 2022 Original: Johannes Oerding   |
| 2022 | Call You Home Sing meinen Song – Das Tauschkonzert, Vol. 9          | Erstveröffentlichung: 13. Mai 2022 mit Floor Jansen             |
| 2022 | Kurz für immer bleiben Sing meinen Song – Das Tauschkonzert, Vol. 9 | Erstveröffentlichung: 13. Mai 2022 Original: SDP                |
| 2022 | Mehr davon Sing meinen Song – Das Tauschkonzert, Vol. 9             | Erstveröffentlichung: 13. Mai 2022 Original: Lotte              |
| 2022 | Storytime Sing meinen Song – Das Tauschkonzert, Vol. 9              | Erstveröffentlichung: 13. Mai 2022 Original: Nightwish          |
| 2022 | Tanzen Sing meinen Song – Das Tauschkonzert, Vol. 9                 | Erstveröffentlichung: 13. Mai 2022 Original: Clueso             |
| 2022 | Tanzen Sing meinen Song – Das Tauschkonzert, Vol. 9                 | Erstveröffentlichung: 13. Mai 2022 mit Clueso; Original: Clueso |

## Statistik

### Chartauswertung
|                     | DE    | AT    | CH    |
| ------------------- | ----- | ----- | ----- |
| Nummer-eins-Alben   | DE—DE | AT—AT | CH—CH |
| Top-10-Alben        | DE—DE | AT—AT | CH—CH |
| Alben in den Charts | DE2DE | AT—AT | CH2CH |

|                       | DE    | AT    | CH    |
| --------------------- | ----- | ----- | ----- |
| Nummer-eins-Singles   | DE—DE | AT—AT | CH—CH |
| Top-10-Singles        | DE—DE | AT—AT | CH—CH |
| Singles in den Charts | DE4DE | AT3AT | CH2CH |

### Auszeichnungen für Musikverkäufe
| Goldene Schallplatte - Polen - 2024: für die Single Only Thing We Know Platin-Schallplatte - Belgien - 2020: für die Single Love to Go - Niederlande - 2021: für die Single Love to Go - Ungarn - 2024: für die Single Only Thing We Know |

Anmerkung: Auszeichnungen in Ländern aus den Charttabellen bzw. Chartboxen sind in ebendiesen zu finden.
| Land/RegionAuszeichnungen für Musikverkäufe (Land/Region, Auszeichnungen, Verkäufe, Quellen) | Gold     | Platin     | Verkäufe | Quellen           |
| -------------------------------------------------------------------------------------------- | -------- | ---------- | -------- | ----------------- |
| Belgien (BRMA)                                                                               | —        | Platin1    | 20.000   | ultratop.be       |
| Deutschland (BVMI)                                                                           | 4× Gold4 | —          | 800.000  | musikindustrie.de |
| Niederlande (NVPI)                                                                           | —        | Platin1    | 80.000   | nvpi.nl           |
| Österreich (IFPI)                                                                            | Gold1    | —          | 15.000   | ifpi.at           |
| Polen (ZPAV)                                                                                 | Gold1    | —          | 25.000   | olis.pl           |
| Schweiz (IFPI)                                                                               | —        | Platin1    | 20.000   | musikwoche.de     |
| Ungarn (MAHASZ)                                                                              | —        | Platin1    | 4.000    | slagerlistak.hu   |
| Insgesamt                                                                                    | 6× Gold6 | 4× Platin4 |          |                   |